# Georg Werth
Georg Werth (Bolzano, 21 gennaio 1951) è un ex bobbista italiano.

## Biografia
Nato nel 1951 a Bolzano, a 29 anni ha partecipato ai Giochi olimpici di Lake Placid 1980, nel bob a due insieme al pilota Giuseppe Soravia, dove ha terminato 16º con il tempo totale di 4'18"17, e nel bob a quattro con Andrea Jory, Edmund Lanziner e Giovanni Modena, dove ha chiuso 11º in 4'05"30.